# Jardín vallado (informática)
Un jardín vallado (del término walled garden en inglés) es una analogía utilizada para explicar una situación de una plataforma informática o industrial. En el campo de los medios y las telecomunicaciones el término se refiere al control de una empresa desarrolladora de software o hardware, o proveedora de servicios sobre las aplicaciones o el contenido disponible en la plataforma y la capacidad de restringir los mismos. Por ejemplo, decidiendo qué aplicaciones son incluidas por defecto en un dispositivo, o qué aplicaciones estarán disponibles para instalar desde la tienda de aplicaciones oficial.
En general, un "jardín vallado" se refiere a la imposibilidad de los usuarios de acceder a toda la información de un determinado servicio. La analogía con el jardín vallado real se explica ya que el usuario la única manera que tiene de salir de este jardín es por los puntos de entrada y salida diseñados si la valla no es eliminada.
Algunos "jardines vallados" que sirven como ejemplo son el sistema operativo iOS de Apple o la plataforma de la red social Facebook.